# Regi Penxten

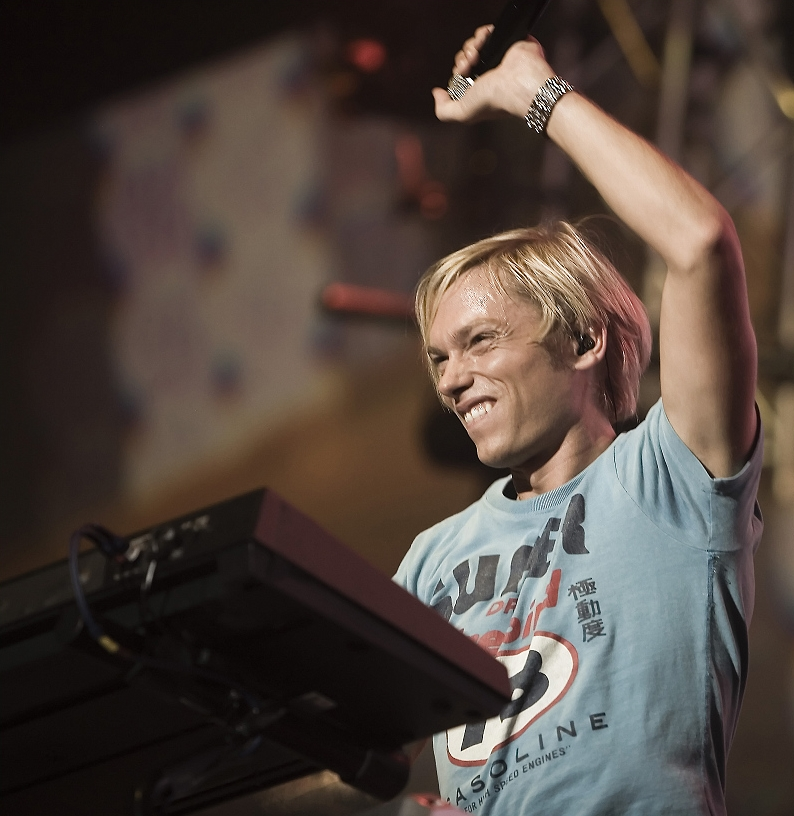
Regi Penxten (2008)

Regi Penxten (bürgerlich Reginald Paul Stefan Penxten, * 4. März 1976 in Hasselt) ist ein belgischer Produzent, Songwriter, DJ und Remixer. Als Produzent ist er unter dem Pseudonym Regi überwiegend im Bereich der House-Musik aktiv. Er trägt in seiner Heimat die Rolle als einer der erfolgreichsten Trance-Musiker und DJs aus. Außerhalb Belgiens wurde er hauptsächlich durch seine Beteiligung an den Projekten Sylver und Milk Inc. bekannt.

## Geschichte
Für die belgischen Vorausscheidungen zum Junior Eurovision Song Contest 2006 (Eurosong for Kids) produzierte Penxten im Mai 2006 das Lied „Ik wil je nooit meer kwijt“ von Nicolas Caeyers. Der damals 14-jährige Caeyers belegte im Finale des belgischen Vorentscheids am 1. Oktober 2006 den fünften und damit letzten Platz.
Im November 2007 veröffentlichte Penxten sein erstes Soloalbum „Registrated“. Dafür arbeitete er mit anderen belgischen Künstlern unterschiedlicher Musikrichtungen zusammen, u. a. Kate Ryan, Scala und Danzel. In Belgien erreichte das Album bereits vor der Veröffentlichung Goldstatus für mehr als 10000 verkaufte Exemplare.
Im November 2007 kündigte Penxten an, sich erstmals mit einer Komposition am Eurovision Song Contest 2008 beteiligen zu wollen. Im Februar 2008 scheiterte die eigens für den Eurovision Song Contest gegründete Formation Ellis-T mit dem von ihm komponierten Lied My Music im dritten Viertelfinale des belgischen Vorentscheids.
Anfang April 2008 fand Penxtens erstes Solokonzert unter dem Namen „Regi In The Mix – Registrated“ in der mit 7500 Besuchern ausverkauften Lotto Arena in Antwerpen statt. Bis zu diesem Zeitpunkt war Penxten als DJ nur in Clubs und auf Raves aufgetreten.
Für die Spielshow „Blokken“ des belgischen Fernsehsenders één komponierte Penxten im Sommer 2008 eine neue Musik. Von September 2008 bis August 2011 wurde sie als Titelmelodie verwendet.
Seit Januar 2009 hat Penxten seine eigene wöchentliche Show beim flämischen Radiosender MNM, in der er die neusten Dance-Hits vorstellt und mixt.
Im Sommer 2009 beteiligte sich Penxten an der Kampagne „Respect!“ von Levenslijn, einer belgischen Initiative für Kinder für mehr Sicherheit im Straßenverkehr. Zusammen mit Urbanus komponierte und produzierte er für die Kampagne das Lied De Zeppe & Zikki song. In den flämischen Charts stieg das Lied bis auf Platz 2 und wurde mit einer Goldenen Schallplatte ausgezeichnet.
Am 31. Januar 2010 wurde Penxten u. a. wegen seiner musikalischen Erfolge zum Ehrenbürger seines Wohnortes Heusden-Zolder ernannt.
Im Juni 2010 veröffentlichte er sein zweites Soloalbum: „Registrated 2“. Genau wie beim ersten Soloalbum entstand es in Zusammenarbeit mit internationalen und nationalen Künstlern, u. a. Kaya Jones (Pussycat Dolls), Tyler Connolly (Theory of a Deadman), Turbo B (SNAP!), Ray Slijngaard (2 Unlimited), Katherine Ellis (Freemasons), VanVelzen, Katerine, Jessy und Scala. In der Woche direkt nach der Veröffentlichung stieg das Album an die Spitze der offiziellen Albumcharts von Null auf Platz 1 und blieb dort auch in den fünf folgenden Wochen.
In Zusammenarbeit mit Dave Till und Rudy Zensky veröffentlichte er im Mai 2015 das Lied HIYA. Diese erschien über Dimitri Vegas & Like Mikes Plattenlabel „Smash the House“, wo sie bereits ihre gemeinsame Kollaboration Momentum veröffentlichten. Das Lied lässt sich überwiegend in die zu der Zeit sehr populäre Big-Room-Schiene einordnen, wobei auch mit Elementen aus dem Hardstyle gearbeitet wurde. Der Nachfolger Hey erschien ein Jahr später. Anders als vermutet stellt das Lied keinen drastischen Genre-Wechsel Regis dar, sondern lediglich eine Art Ausflug.
Sein drittes Soloalbum veröffentlichte Penxten im Oktober 2015. Das Album „Voices“ entstand wieder in Zusammenarbeit mit Künstlern aus seinem Heimatland (Stan Van Samang, Scala) und darüber hinaus (Patti Russo, Moya). Hierbei produzierte er ausschließlich im Bereich der House-Musik. So sind Tracks aus den Bereichen des Progressive-, Electro sowie auch Deep-House dabei. Viele Lieder sind das Ergebnis von Kollaborationen mit belgischen und niederländischen DJs (Yves V, Mitch Crown, Sem Thomasson, Wolfpack, Dimaro, Lester Williams). Zu hören sind außerdem Teilnehmer von Gesangs-Castingshows, in denen Penxten Jurymitglied und Coach war: Joke Herremy, Lea Rue, Emma Lauwers (The Voice van Vlaanderen 2014) und Alessia (The Voice Kids 2014). Wie bereits das vorherige Soloalbum stieg Voices direkt nach der Veröffentlichung auf Platz 1 der Albumcharts ein.

## Projekte
Die Zeiträume beziehen sich auf die Beteiligung Regis an einem Projekt. Die Beendigung seiner Beteiligung bedeutete nicht unbedingt das Ende des entsprechenden Projekts.
| Zeitraum   | Projektname                      | Kollaborationspartner                                                 |
| ---------- | -------------------------------- | --------------------------------------------------------------------- |
| 1997       | 2 In Da Bush                     | Wout van Dessel                                                       |
| 2004       | Anneke van Hooff                 | Anneke van Hooff                                                      |
| 1997–2000  | Aqualords                        | Nico Parisi, Steve Spaas                                              |
| 2013       | Bert Verbeke                     | Bert Verbeke, Koen Buyse                                              |
| 1999–2000  | Bibi                             | Bibi, Sofie Lambaerts                                                 |
| 1995       | Catwoman                         | Filip Vandueren, Maurits Engelen                                      |
| 2005       | CHDJ vs. DJRE                    | Francisco Javier Chumillas Sáez, Steve Spaas, Helen Geens             |
| 1995       | Coyote                           | Ivo Donckers                                                          |
| 1998       | David                            | David van Destel                                                      |
| 2001–2004  | DJ Kane                          | Kim Hulsmans                                                          |
| 2002–2003  | DJ Philip                        | Philip Meers                                                          |
| 2007–2008  | Ellis-T                          | Sabrina Gust, Grisha, Valerie                                         |
| 2014       | Fiona                            | Fiona Verbrugghe, Koen Buyse                                          |
| 2002–2003  | Flesh & Bones                    | Wout van Dessel, Birgit Casteleyn                                     |
| 2007       | For A Jumper                     | –                                                                     |
| 1995       | Illusion 8 Ft. Karnak-X          | Filip Vandueren, Ivo Donckers                                         |
| 1996       | Illusion 10 By Dj Wout Ft. K-Lab | Wout van Dessel                                                       |
| 2002–2005  | Jessy                            | Filip Vandueren, Jessy de Smet                                        |
| 2014       | Jomy                             | Joke Herremy, Koen Buyse, Thomas Sempels                              |
| 2005       | Katerine                         | Filip Vandueren, Katerine Avgoustakis                                 |
| 1994–2001  | K-Lab                            | Filip Vandueren                                                       |
| 1995       | K-Lab II                         | Filip Vandueren                                                       |
| 1995       | K-Lab Vs. Philip Banks           | Filip Vandueren                                                       |
| 1999       | K-Voice Ft. La Luna              | Michël Rogier                                                         |
| 1999–2002  | La Luna                          | Steve Spaas, Sofie Lambaerts                                          |
| 2006       | Li-Ann                           | Filip Vandueren, Carlton Martinez, Lianne van Groen                   |
| 2006–2007  | Marjolein                        | Marjolein Lecluyze                                                    |
| 1996–heute | Milk Inc.                        | Filip Vandueren, Linda Mertens                                        |
| 2006       | Nicolas                          | Nicolas Caeyers                                                       |
| 1998–2000  | Outworld                         | Pieter-Jan Verachtert                                                 |
| 2002       | P.M.W.                           | Philip Meers                                                          |
| 2008       | Peter Van de Veire               | Peter Van de Veire, Kris Wauters, Jeroen Swinnen, Frank Vander Linden |
| 1996       | Regg                             | –                                                                     |
| 1995–1997  | Regg & Arkin                     | Ivo Donckers, Cornelia van Lierop                                     |
| 2005–heute | Regi                             | –                                                                     |
| 2006       | Regi & Wout                      | Wout van Dessel                                                       |
| 2001–2003  | Rego & Philipo                   | Philip Meers                                                          |
| 2000       | Space Cadetz                     | Steve Spaas                                                           |
| 1996       | Static-D                         | Ivo Donckers                                                          |
| 2002–2003  | Subsunday                        | Axel Vidts                                                            |
| 2000–2013  | Sylver                           | Wout van Dessel, Silvy de Bie, John Miles Jr.                         |
| 2000–2001  | Tales Of Dj Philip               | Philip Meers                                                          |
| 1994       | The Klan                         | Filip Vandueren                                                       |
| 1997       | The Vibro Dwarfs                 | Ivo Donckers                                                          |
| 2002       | Tiny-K.                          | Christophe Dom                                                        |
| 2002–2003  | TLD                              | Ariane Jansoone, Anneke van Hooff                                     |
| 2000–2002  | Tony Hadley                      | John Miles Jr., Tony Hadley                                           |
| 2002–2004  | Trancelucent                     | Steven Schellens                                                      |
| 2002       | Tyfoon                           | Patrick Plessers, Johny Vosdellen, Dalila Sestu                       |
| 2001       | Union 1                          | Pedro Rodriguez, Philippe Rodiers, Steve Spaas, Karine Boelaerts      |
| 2009       | Zeppe & Zikki                    | Urbain Servranckx                                                     |

## Diskografie
Die hier aufgelisteten Singles und Alben sind die unter dem Namen Regi veröffentlichten Tonträger als Solokünstler und DJ.

### Alben
| Jahr | Titel                                    | Höchstplatzierung, Gesamtwochen, AuszeichnungChartsChartplatzierungen (Jahr, Titel, Platzierungen, Wochen, Auszeichnungen, Anmerkungen) | Anmerkungen                                                                 |
| Jahr | Titel                                    | BEF | Anmerkungen                                                                 |
| ---- | ---------------------------------------- | --- | --------------------------------------------------------------------------- |
| 2005 | Regi in the Mix 1 Kompilation            | BEF3 a (6 Wo.)BEF | Erstveröffentlichung: 17. Oktober 2005                                      |
| 2005 | Regi – The Best Of Kompilation + DVD     | BEF8 (18 Wo.)BEF | Erstveröffentlichung: 25. November 2005                                     |
| 2006 | Regi in the Mix 2 Kompilation            | BEF3 a (13 Wo.)BEF | Erstveröffentlichung: 4. August 2006                                        |
| 2006 | Regi in the Mix 3 Kompilation            | BEF1 a (14 Wo.)BEF | Erstveröffentlichung: 4. Dezember 2006                                      |
| 2007 | Regi in the Mix 4 Kompilation            | BEF1 a Gold · (24 Wo.)BEF | Erstveröffentlichung: 27. April 2007                                        |
| 2007 | REGIstrated b                            | BEF2 Platin · (55 Wo.)BEF | Erstveröffentlichung: 3. November 2007                                      |
| 2008 | Regi in the Mix 5 Kompilation            | BEF1 a Gold · (21 Wo.)BEF | Erstveröffentlichung: 17. März 2008                                         |
| 2008 | Regi – Live in Antwerp c Livealbum + DVD | BEF1 a (15 Wo.)BEF | Erstveröffentlichung: 3. Oktober 2008                                       |
| 2008 | Regi in the Mix 6 Kompilation            | BEF1 a Gold · (20 Wo.)BEF | Erstveröffentlichung: 8. Dezember 2008                                      |
| 2009 | Regi in the Mix 7 Kompilation            | BEF1 a Gold · (22 Wo.)BEF | Erstveröffentlichung: 10. Juli 2009                                         |
| 2009 | Regi – Live in Hasselt Livealbum + DVD   | BEF4 a (8 Wo.)BEF | Erstveröffentlichung: 20. November 2009                                     |
| 2009 | Regi in the Mix 8 Kompilation            | BEF1 a Gold · (20 Wo.)BEF | Erstveröffentlichung: 11. Dezember 2009                                     |
| 2010 | REGIstrated 2 Doppel-CD + DVD*           | BEF1 Gold · (33 Wo.)BEF | Erstveröffentlichung: 24. Juni 2010 *Erstveröffentlichung: 3. Dezember 2010 |
| 2010 | Regi in the Mix 9 Kompilation            | BEF1 a Gold · (22 Wo.)BEF | Erstveröffentlichung: 3. Dezember 2010                                      |
| 2011 | Regi in the Mix 10 Kompilation           | BEF1 a Gold · (13 Wo.)BEF | Erstveröffentlichung: 7. Juli 2011                                          |
| 2011 | Regi in the Mix 11 Kompilation           | BEF2 a Gold · (16 Wo.)BEF | Erstveröffentlichung: 8. Dezember 2011 limitiert auch mit Best-Of-Bonus-CD  |
| 2012 | Regi in the Mix 12 Kompilation           | BEF2 a Gold · (15 Wo.)BEF | Erstveröffentlichung: 29. Juni 2012                                         |
| 2012 | Regi in the Mix 13 Kompilation           | BEF2 a Gold · (15 Wo.)BEF | Erstveröffentlichung: 7. Dezember 2012                                      |
| 2013 | Regi in the Mix 14 Kompilation           | BEF2 a Gold · (12 Wo.)BEF | Erstveröffentlichung: 4. Oktober 2013                                       |
| 2014 | Regi in the Mix 15 Kompilation           | BEF2 a Gold · (20 Wo.)BEF | Erstveröffentlichung: 7. März 2014                                          |
| 2014 | Regi in the Mix - Ultimate Kompilation   | BEF3 a (13 Wo.)BEF | Erstveröffentlichung: 21. November 2014                                     |
| 2015 | Voices Studioalbum                       | BEF1 (20 Wo.)BEF | Erstveröffentlichung: 30. Oktober 2015                                      |
| 2019 | Regi in the Mix 2.0 Kompilation          | BEF1 a (34 Wo.)BEF | Erstveröffentlichung: 15. November 2019                                     |
| 2020 | Vergeet de tijd                          | BEF3 Gold · (138 Wo.)BEF | Erstveröffentlichung: 15. Mai 2020                                          |

### Singles
| Jahr | Titel Album                                    | Höchstplatzierung, Gesamtwochen, AuszeichnungChartsChartplatzierungen (Jahr, Titel, Album, Platzierungen, Wochen, Auszeichnungen, Anmerkungen) | Anmerkungen                                                                                         |
| Jahr | Titel Album                                    | BEF | Anmerkungen                                                                                         |
| ---- | ---------------------------------------------- | --- | --------------------------------------------------------------------------------------------------- |
| 2004 | Lonely –                                       | BEF3 (16 Wo.)BEF | Erstveröffentlichung: 8. Oktober 2004 mit Tranclucent                                               |
| 2005 | No Music REGIstrated                           | BEF6 (10 Wo.)BEF | Erstveröffentlichung: 5. September 2005                                                             |
| 2006 | Larger Than Life REGIstrated                   | — | Erstveröffentlichung: 3. Juli 2006 als Vinyl mit Wout                                               |
| 2007 | I Fail REGIstrated                             | BEF5 (24 Wo.)BEF | Erstveröffentlichung: 20. Mai 2007 mit Scala                                                        |
| 2007 | Aaa Anthem REGIstrated                         | BEF4 (16 Wo.)BEF | Erstveröffentlichung: 10. Oktober 2007 mit BP                                                       |
| 2008 | Punish REGIstrated                             | BEF9 (9 Wo.)BEF | Erstveröffentlichung: 15. Februar 2008 mit Koen Buyse                                               |
| 2008 | Night and Day REGIstrated                      | BEF4 (19 Wo.)BEF | Erstveröffentlichung: 16. Juni 2008 mit Tom Helsen                                                  |
| 2008 | What Is Life REGIstrated                       | — | Erstveröffentlichung: November 2008 mit Danzel                                                      |
| 2009 | Loaded Gun REGIstrated 2                       | BEF11 (6 Wo.)BEF | Erstveröffentlichung: 4. Dezember 2009 mit Tyler Connolly                                           |
| 2010 | Hang On REGIstrated 2                          | BEF10 (9 Wo.)BEF | Erstveröffentlichung: 11. Juni 2010 mit Stan Van Samang                                             |
| 2010 | Take It Off REGIstrated 2                      | BEF13 (8 Wo.)BEF | Erstveröffentlichung: 20. August 2010 mit Kaya Jones                                                |
| 2010 | Runaway REGIstrated 2                          | — | Erstveröffentlichung: 3. Dezember 2010 mit Tyler Connolly                                           |
| 2011 | We Be Hot REGIstrated 2                        | BEF9 (8 Wo.)BEF | Erstveröffentlichung: 4. Juli 2011 mit Turbo B & Ameerah                                            |
| 2012 | Momentum Bringing Home the Madness             | BEF7 Gold · (10 Wo.)BEF | Erstveröffentlichung: 14. Februar 2012 mit Dimitri Vegas & Like Mike                                |
| 2012 | Our Love –                                     | BEF17 (6 Wo.)BEF | Erstveröffentlichung: 10. Februar 2012 mit Stereo Palma feat. Craig David                           |
| 2014 | Reckless Voices                                | BEF3 (6 Wo.)BEF | Erstveröffentlichung: 10. Februar 2014 mit Moya                                                     |
| 2014 | Invincible –                                   | BEF23 (6 Wo.)BEF | Erstveröffentlichung: 18. April 2014 mit Moya                                                       |
| 2014 | Wait Till Tomorrow Voices                      | BEF2 (7 Wo.)BEF | Erstveröffentlichung: 22. September 2014 mit Yves V feat. Mitch Crown                               |
| 2015 | Hiya –                                         | — | Erstveröffentlichung: 18. Mai 2015 mit Dave Till feat. Rudy Zensky                                  |
| 2015 | When It Comes to Love Voices                   | BEF5 (8 Wo.)BEF | Erstveröffentlichung: 31. August 2015 mit Lester Williams feat. Patti Russo                         |
| 2015 | The Party Is Over Voices                       | BEF8 (6 Wo.)BEF | Erstveröffentlichung: 30. Oktober 2015 mit Sem Thomasson feat. LX                                   |
| 2015 | Elegantly Wasted Voices                        | BEF14 (5 Wo.)BEF | Erstveröffentlichung: 13. November 2015 mit Scala                                                   |
| 2016 | Light the Sky Voices                           | — | Erstveröffentlichung: 6. März 2016 mit Wolfpack feat. Alessia                                       |
| 2016 | Hey –                                          | — | Erstveröffentlichung: 13. Juni 2016 mit Dave Till feat. Rudy Zensky                                 |
| 2016 | Should Have Been There Voices                  | BEF35 (13 Wo.)BEF | Erstveröffentlichung: 18. Juli 2016 mit Lea Rue                                                     |
| 2017 | Where Did You Go (Summer Love) Vergeet de tijd | BEF1 Platin · (22 Wo.)BEF | Erstveröffentlichung: 23. Juni 2017                                                                 |
| 2017 | You Have a Heart –                             | BEF3 Gold · (18 Wo.)BEF | Erstveröffentlichung: 1. Dezember 2017 mit OT                                                       |
| 2018 | Ellie Vergeet de tijd                          | BEF1 ×2Doppelplatin · (35 Wo.)BEF | Erstveröffentlichung: 11. Mai 2018 feat. Jake Reese                                                 |
| 2018 | Ordinary Vergeet de tijd                       | BEF4 Platin · (26 Wo.)BEF | Erstveröffentlichung: 14. Dezember 2018 mit Milo Meskens                                            |
| 2019 | Summer Life Vergeet de tijd                    | BEF5 Platin · (22 Wo.)BEF | Erstveröffentlichung: 14. Juni 2019 feat. Jake Reese mit OT                                         |
| 2020 | Kom wat dichterbij Vergeet de tijd             | BEF1 ×3Dreifachplatin · (31 Wo.)BEF | Erstveröffentlichung: 13. März 2020 feat. Jake Reese & OT; Original: Gene Thomas (2004)             |
| 2020 | Zo ver weg Vergeet de tijd                     | BEF26 (10 Wo.)BEF | Erstveröffentlichung: 17. April 2020 feat. Jake Reese & OT; Original: Mama’s Jasje (1991)           |
| 2020 | Vergeet de tijd                                | BEF4 Platin · (21 Wo.)BEF | Erstveröffentlichung: 25. September 2020 mit Camille                                                |
| 2020 | Vechter –                                      | BEF7 Platin · (18 Wo.)BEF | Erstveröffentlichung: 13. November 2020 mit Camille; Original: Million Reasons von Lady Gaga (2016) |
| 2021 | De wereld draait voor jou –                    | BEF1 Platin · (20 Wo.)BEF | Erstveröffentlichung: 30. April 2021 mit Niels Destadsbader                                         |
| 2021 | Duizend sterren –                              | BEF12 (19 Wo.)BEF | Erstveröffentlichung: 24. September 2021 mit Pauline                                                |
| 2021 | Lost Without You –                             | BEF34 (5 Wo.)BEF | Erstveröffentlichung: 19. November 2021 mit Pauline                                                 |
| 2022 | Zwaartekracht –                                | BEF7 Platin · (27 Wo.)BEF | Erstveröffentlichung: 23. März 2022 mit Emma Heesters                                               |
| 2022 | Als ik mezelf verlies –                        | BEF9 (19 Wo.)BEF | Erstveröffentlichung: 28. Oktober 2022 feat. Arno & Melanie                                         |
| 2023 | Horen, zien en zwijgen –                       | BEF9 (21 Wo.)BEF | Erstveröffentlichung: 5. Mai 2023 feat. Maxine                                                      |
| 2025 | You’ll Never Let Me Down –                     | BEF14 (… Wo.)BEF | Erstveröffentlichung: 28. Februar 2025 feat. Teddy Bee                                              |

## Auszeichnungen
- 2014: Best DJ National (Jimmies 2014; Belgien)